# 아틀라스 (위성)
아틀라스(Atlas)는 토성의 내위성이다.
아틀라스는 1980년, 보이저 계획이 촬영한 사진을 리차드 존 테릴(Richard John Terrile)이 발견하였고, 임시 명칭으로 S/1980 S 28라고도 불렸다. 1983년에 그리스 신화의 '아틀라스'라는 이름이 공식적으로 붙여졌다. 왜냐하면, "둘레에 고리를 보유하고 있다"라는 점에서 타이탄 족의 아틀라스가 어깨에 지구를 받치고 있는 모습과 비슷하다고 해서 붙여진것이다. 정식 명칭으로 Saturn XV이라고도 한다.
아틀라스는 A 고리의 가장 끄트머리와 가장 가까이에 있고, A 고리의 양치기 위성으로 생각했다. 하지만 지금은 더 멀리 떨어진 위성인 에피메테우스(Epimetheus)와 야누스(Janus)에 의해서 7:6 궤도 공명을 유지하는 것으로 알고 있다.
2004년에 아틀라스 궤도에서 발견한 이 희미하고 기느다란 고리를 R/2004 S 1라고 지정했다.
카시니-호이겐스 호는 2005년 6월, 높은 해상도의 사진들을 보내줌으로써 아틀라스에게 접시 모양같은 적도 능선이 있는 것으로 밝혀졌다. 이를 설명하기에는 아틀라스가 A 고리의 주변 입자들을 빨아내고 그 입자들이 누적되어서 지금과 같은 모양의 아틀라스가 만들어졌을 가능성이 높다. 사실, 적도 능선의 크기는 예상된 로슈 로브의 아틀라스의 크기와 비교 되었다. 이는 앞으로도 적도에는 고리 입자가 더 쌓일 것이며, 원심력에 의해서 그 고리는 없어질 것이다는 것을 의미한다.
아틀라스는 프로메테우스(Prometheus)와 판도라(Pandora)에 의해서 약 3년간의 기질이 생기는데, 이는 세차 운동의 작용에 의해서 600 km (~0.25°)정도의 편차가 생긴다. 이후, 아틀라스의 궤도가 무질서한 경우에 프로메테우스와 판도라의 중력 영향을 의심하고 있다.